# بلوار سیمون بولیوار
بلوار سیمون بولیوار یا خیابان سیمون بولیوار خیابان ۳۵ متری است که در منتهی‌الیه شمال غرب تهران در منطقه ۵ شهرداری تهران قرار دارد. این خیابان از شرق با دره فرحزاد و بزرگراه یادگار امام مجاورت دارد، از جنوب به سردار جنگل شمالی و جنت آباد شمالی محدود می‌شود و از شمال به حصارک محدود می‌شود و از غرب به بزرگراه شهید باکری و شهران شمالی می‌رسد.
دانشگاه آزاد اسلامی واحد علوم و تحقیقات تهران در منتهی‌الیه غربی این بلوار قرار دارد.

## خطوط حمل و نقل عمومی
اتوبوس: از بیشتر بخش‌های این بلوار خط ۱۰ اتوبوس‌های تندرو بشرح ذیل تردد دارند:
- خط ۱۱۰: پایانه جنت آباد - پایانه آزادگان
- خط ۱۵۳: دانشگاه علوم و تحقیقات - میدان آزادی
- خط شبانه ۹۱۰: دانشگاه علوم و تحقیقات - پایانه آزادگان

## امتداد به بزرگراه یادگار امام
بنا به گزارش‌های شهرداری تهران بنا است با ایجاد اتصال و گذر مابین بلوار سیمون بولیوار به بزرگراه یادگار امام، بار ترافیک بزرگراه نیایش کمی کاهش یابد.
به این ترتیب، بزرگراه یادگار امام، نه تنها گزینه مناسبی برای رفت‌وآمدهای شمالی‌جنوبی شهر تهران خواهد بود؛ بلکه می‌توان از آن به عنوان گزینه‌ای موازی با «بزرگراه نیایش» برای بهبود اتصال شرق و غرب شمال تهران نیز استفاده کرد.

### تاریخچه
پس از ایجاد تونل نیایش و اتصال بزرگراه‌های صدر و نیایش به یکدیگر، تقاضای سفر در بزرگراه نیایش و امتداد غربی آن به‌شدت افزایش یافت. در نتیجه اعلام ‌شد که هر طرحی که بتواند بخشی از ترافیک این معبر بزرگراهی را کاهش دهد و به عنوان یک گزینۀ ترافیکی موازی مطرح شود، مؤثر و راهگشا خواهد بود.